# Dialekty kaszubskie

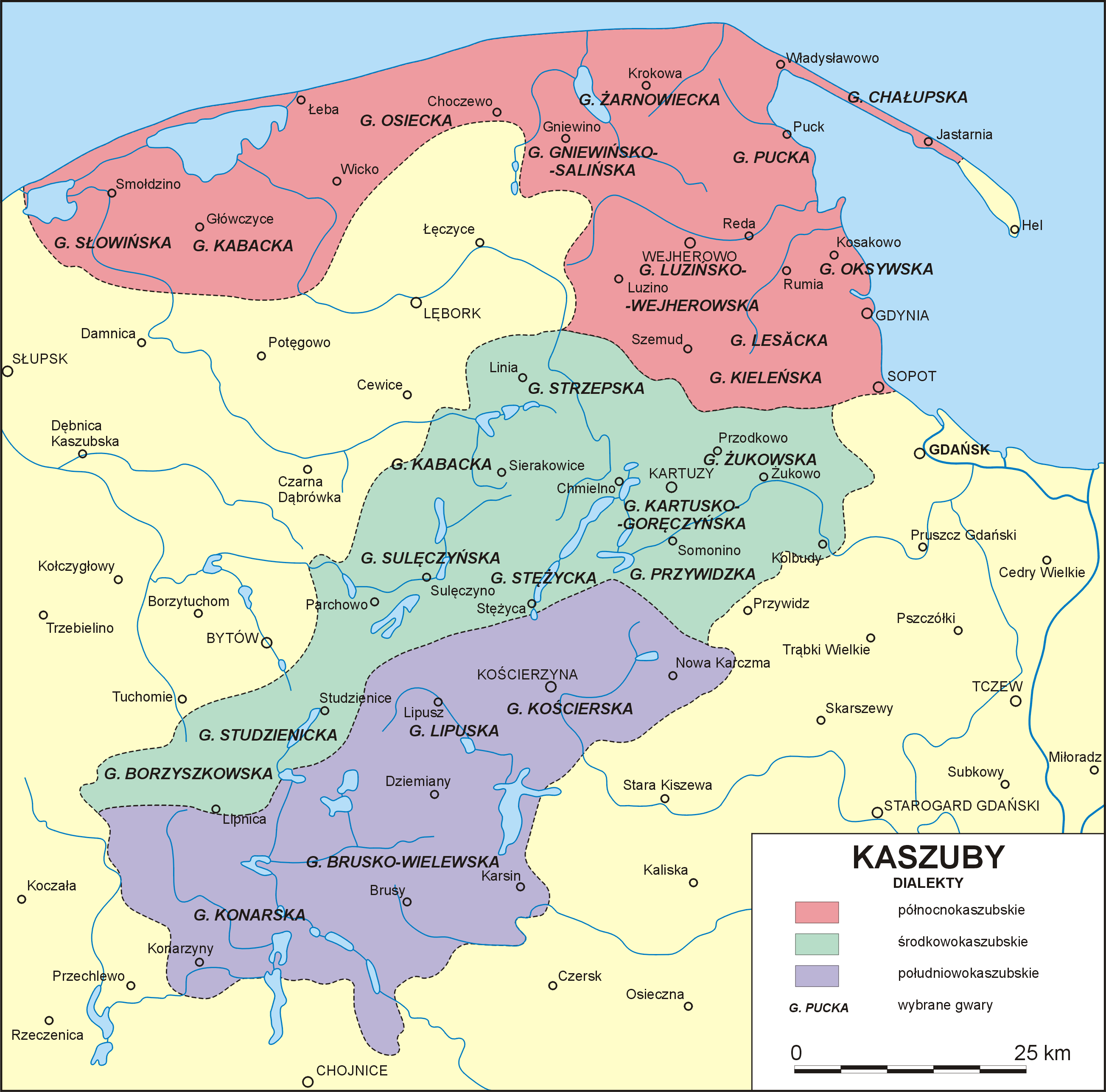
Dialekty kaszubskie na początku XX wieku według F. Lorentza

Dialekty kaszubskie lub dialekty pomorskie – grupa dialektów środkowolechickich zaliczana do odmian języka regionalnego kaszubskiego.

## Cechy językowe
Szereg cech fonetycznych łączy obszar kaszubski z obszarem wschodniolechickim (polskim), a zarazem odróżnia od zachodniolechickiego:
- Zmiana *e na ’o przed przedniojęzykową twardą, tzw. przegłos polski[1].
- Polski rozwój jerów, czyli jery słabe zanikły, a jery mocne po wokalizacji dały e[2].
- Zmiana dawnych lechickich ť, ď w ć, dź, a dalej w c, dz (tzw. kaszubienie)[1].
- Powiększenie różnicy między samogłoskami długimi i krótkimi (różnicy iloczasowej) o różnicę barwy samogłosek, tzw. pochylenie samogłosek. Cechę tę datuje się na XV wiek[1].

Z drugiej strony istnieją cechy odróżniające obszar środkowolechicki od wschodniolechickiego, a łączące z zachodniolechickim:
- Brak dyspalatalizacji zgłoskotwórczego *ŕ przed twardymi przedniojęzykowymi w wyniku przegłosu lechickiego, tj. zamiast wschodniolechickiego ar powstało zmiękczające ’ar[1], por. płn.-kasz. cvjardi z pol. twardy i płb. tjordĕ.
- Rozwój grup typu *TorT do TarT zamiast TroT, np. charst, bardówka wobec pol. chrust (stpol. chróst), brodawka[3]. Jest cechą wypieraną z kaszubszczyzny, co pokazują hiperpoprawne formy typu gronk, grȯsc zamiast garnk i gårsc[3].
- Zmieszanie sylabotwórczych *l i *ĺ do oł, co najlepiej zachowało się w gwarze słowińskiej, np. våu̯na, våu̯k, måu̯čec[3], por. pol. wełna, wilk, milczeć.
- Zmieszanie grup *TolT i *TelT, które, szczególnie konsekwentnie w gwarze słowińskiej, dawały TłoT, np. mlȯko, mlȯč, ploc, mloc, slodzëna (l pochodzi z ł wskutek bylaczenia)[4] wobec pol. mleko, mlecz, pleć, mleć, śledziona.
- Akcent ruchomy[4].

Oprócz tego z gwarami północnej Polski, przede wszystkim z dialektem mazowieckim, w mniejszym stopniu z dialektem wielkopolskim kaszubszczyznę łączą cechy takie jak:
- Przejście *ra- > re-, np. porenk[4] ‘poranek’.
- Zanik samogłoski ruchomej w sufiksach -ek i -ec, np. garnk, kóńc[4], pol. garnek, koniec.
- Forma liczebnika ‘siedem’ brzmiąca na północy Kaszub setmë, a na Warmii śėtem. W XV i XVI wieku forma z -t- była powszechna na Mazowszu, trafiała się też w Wielkopolsce[4].

Charakterystycznymi zmianami właściwie kaszubskimi są:
- Zwężenie psł. *ę przed spółgłoską miękką do į, stąd np. słowińskie liczebniki pjinc, dzevjinc, tësinc[5].
- Powstanie tzw. szwy kaszubskiej z krótkich i, y oraz w większości gwar też z krótkiego u[5].

## Podział
Najczęściej wyróżnia się trzy ugrupowania gwar kaszubskich: dialekt południowokaszubski, mający wiele cech wspólnych z dialektem wielkopolskim, dialekt środkowokaszubski oraz dialekt północnokaszubski, w skład którego wchodzi położona na zachodnich peryferiach kaszubszczyzny przełomu XIX i XX wieku gwara słowińska.
Dialekt północny charakteryzuje się przede wszystkim (szczególnie na wybrzeżu) zachowaniem akcentu ruchomego, częstym i lub ë na miejscu dawnego kaszubskiego į < ę, formami typu cvjardi (wobec południowych tvardi)
Peryferyjna gwara Słowińców wyróżniała się licznymi archaizmami pomorskimi, takimi jak rozwój sonantu typu våu̯k wobec występującego już w Powiecie puckim vjilk.
Dialekt południowy wyróżnia się akcentem na pierwszą sylabę, a także szeregiem różnic w fonetyce i morfologii.